# Escandiowinchita
L'escandiowinchita és un mineral de la classe dels silicats que pertany al grup del nom arrel winchita.

## Característiques
L'escandiowinchita és un inosilicat de fórmula química ◻(NaCa)(Mg₄Sc)(Si₈O22)(OH)₂. Va ser aprovada com a espècie vàlida per l'Associació Mineralògica Internacional l'any 2022, i publicada dos anys més tard. Cristal·litza en el sistema monoclínic.
L'exemplar que va servir per a determinar l'espècie, el que es coneix com a material tipus, es troba conservat a les col·leccions del museu mineralògic de la Universitat de Breslau, Polònia, amb el número de catàleg: mmuwr iv8118.

## Formació i jaciments
Va ser descoberta a Jordanów, dins la localitat de Gmina Jordanów Śląski, al comtat de Breslau (Voivodat de Baixa Silèsia, Polònia), sent l'únic indret de tot el planeta on ha estat descrita aquesta espècie mineral.